# معهد الأمم المتحدة الإقليمي لبحوث الجريمة والعدالة
معهد الأمم المتحدة الإقليمي لبحوث الجريمة والعدالة ( UNICRI ) هو واحد من معاهد الأمم المتحدة الخمسة للبحث والتدريب. تأسس المعهد في عام 1968 لمساعدة المجتمع الدولي في صياغة وتنفيذ سياسات محسّنة في مجال منع الجريمة والعدالة الجنائية .

## روابط خارجية
- الموقع الرسمي